# Jean Edward Smith
Pour les articles homonymes, voir Smith.
Jean Edward Smith (né le 13 octobre 1932 à Washington et mort le 1er septembre 2019 à Huntington) est un biographe américain.
Il est notamment lauréat du prix Francis Parkman (en) 2008 et finaliste prix Pulitzer de la biographie ou de l'autobiographie 2002 pour la biographie d'Ulysses S. Grant Grant.
Il est aussi professeur de sciences politiques à l'université Marshall après avoir été professeur d'économie politique à l'université de Toronto.